# گمینا جادووا کوودا
گمینا جادووا کوودا (به لهستانی:  Gmina Dziadowa Kłoda) یک گمینا در لهستان است که در شهرستان اولشنگتسا واقع شده‌است. گمینا جادووا کوودا ۱۰۵٫۱۴ کیلومتر مربع مساحت و ۴٬۵۴۴ نفر جمعیت دارد.